# Laccoptera foveolata
Laccoptera foveolata es una especie de insecto coleóptero de la familia Chrysomelidae.
Fue descrita científicamente en 1856 por Carl Henrik Boheman.